# Indo-Griechisches Königreich

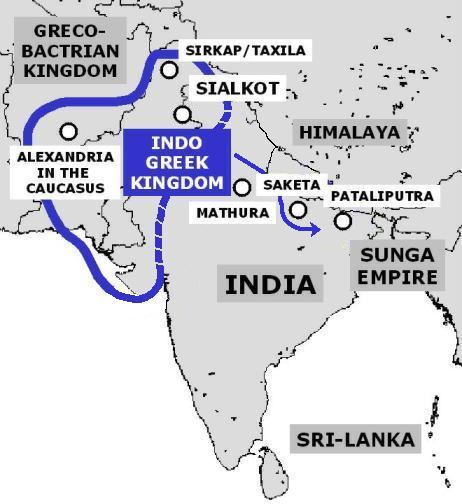
Das Indo-Griechische Königreich, mit dem weitesten Vordringen des Reiches, bis zur Stadt Pataliputra, dem heutigen Patna

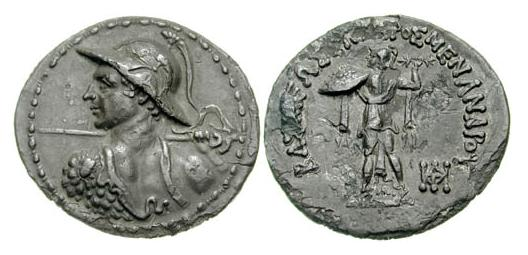
Eine Münze mit einer Abbildung von Menander I., mächtigster Herrscher des Indo-Griechischen Reiches, mit der griechischen Inschrift: BASILEOS SOTEROS MENANDROU (Des Königs Menander, des Retters)

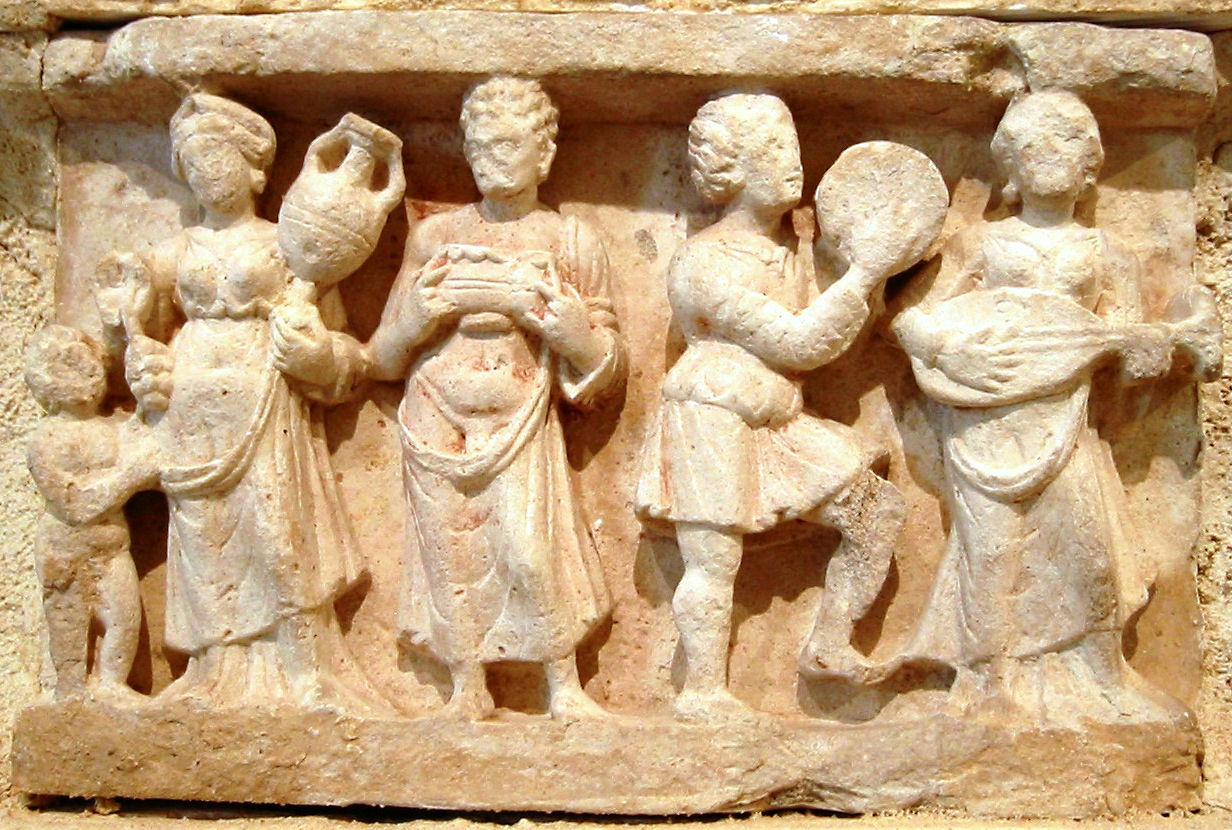
Bankett-Szene aus Gandhara, 1. Jahrhundert

Das Indo-Griechische Königreich war der Nachfolger des Griechisch-Baktrischen Königreiches mit Schwerpunkt in Gandhara. Es bestand im 2. und 1. Jahrhundert v. Chr. Die Chronologie der Herrscher und einzelner Ereignisse ist sehr unsicher und umstritten, da die teilweise stark auf Hypothesen beruhende Rekonstruktion der Geschichte dieses äußersten Vorpostens des Hellenismus weitgehend auf den Münzfunden, die die einzigen Quellen für die meisten der gut vierzig bekannten Könige darstellen, und einigen wenigen verstreuten Aussagen in den schriftlichen Quellen beruht.
Bemerkenswert sind jedoch die schön gestalteten Münzen und die ethnische wie kulturelle Vielfalt des Reiches (zum Beispiel Graeco-Buddhismus). Trotzdem wird der Einfluss der Griechen (von den Indern als Yavana bezeichnet, abgeleitet von der persischen Bezeichnung Yauna, d. h. Ionier) auf die indische Kultur und Geschichte als eher zweitrangig eingestuft, wenn auch gerade im Bereich der Münzprägung entscheidende Impulse ausgingen.

## Geschichte
Die griechisch-baktrischen Könige ab Demetrios I. (ca. 200–182 v. Chr.) hatten bis zur Mitte des 2. Jahrhunderts v. Chr. ihren Machtbereich südlich des Hindukusch ausgedehnt. Sie übernahmen das indische Gandhara und angrenzende Gebiete. Bald danach jedoch zerfiel das Griechisch-Baktrische Reich in Folge von heftigen Thronstreitigkeiten. Das alte und verwüstete Kernland Baktrien wurde um 136 v. Chr. von den nomadischen Yüe-tschi, die aus der Region Gansu expandierten, übernommen. Einer ihrer vier Haupt-Stammesverbände, die Kuschana, gründeten mit Zentrum in Baktrien später ein Großreich, dass anschließend über Gansu, Baktrien und weitere Teile Mittelasiens bis Nordindien expandieren sollte. Somit bestanden unabhängige griechisch-hellenistische Herrschaften nur noch südlich des Hindukusch. Anhand der Münzen aus dem Raum Peschawar, Taxila und Gardes und trotz spärlicher Quellen wird traditionell eine grundlegende, aber heute umstrittene Abfolge der Machthaber im indischen Bereich rekonstruiert: Apollodotos I. – Menander – Antialkidas – Straton und Archebios. Andere Forscher nehmen an, Menanders Vorgänger auf dem Thron sei Eukratides I. gewesen.

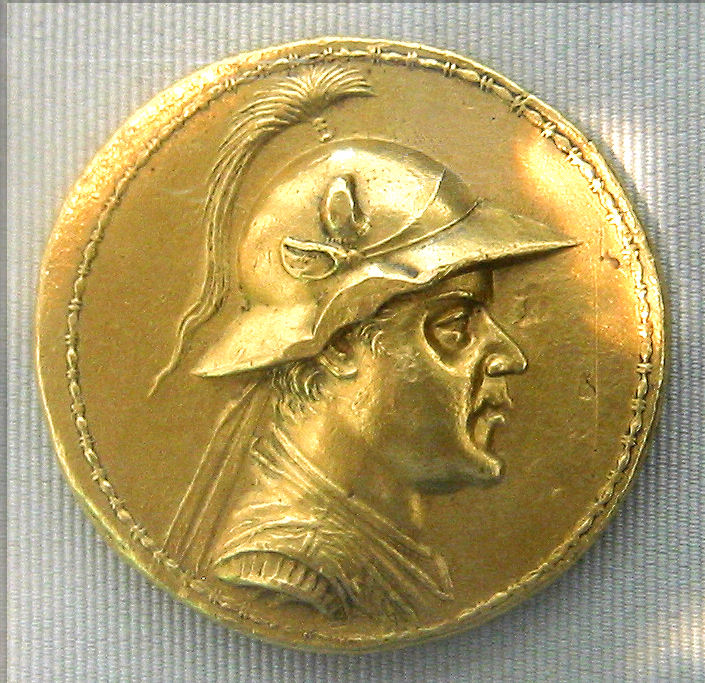
20-facher Goldstater des Königs Eukratides I. Es handelt sich, soweit bekannt, um die größte in der Antike geprägte Goldmünze. Eukratides, der als erfolgreicher Feldherr galt, ließ sich mit einem böotischen Reiterhelm darstellen.

König Menander (Herrschaft ca. 175 v. Chr. bis 125 v. Chr.), ein Mann mit unklarer Regierungszeit und von unbekannter Herkunft, führte das Indo-Griechische Reich zu einem Machthöhepunkt. Er war ein General des Königs Demetrios I. von Baktrien gewesen und vielleicht mit dessen Tochter Agathokleia verheiratet. Er kam offenbar jung an die Macht, vermutlich als Usurpator, und seine Machtbasis war Gandhara. Von dort aus versuchten sich die Griechen ein letztes Mal an der Eroberung Indiens, aber nach der Einnahme von Pataliputra im Bündnis mit zwei indischen Fürsten brach offenbar Streit aus, und die Griechen mussten das Gangesgebiet wieder räumen. Trotzdem ging König Menander sowohl in die griechische (Strabon behauptet, er habe mehr indische Städte und Stämme unterworfen als Alexander der Große) als auch in die indische Tradition als Held ein – er ist der Milinda des buddhistischen Milindapanha. Auf Münzen trägt Menander den typisch hellenistischen Beinamen Soter („Retter“) und als Zeichen seiner makedonischen Wurzeln eine Kausia oder einen griechischen Reiterhelm.
Unklarheit besteht auch hinsichtlich der Religion der Herrscher. Einige Münzen Menanders tragen Symbole, die teils als Hinweis auf Buddha gedeutet werden. Sein wahrscheinlicher Nachfolger Antialkidas wiederum wurde rückblickend bereits als frommer Hindu dargestellt und wird vermutlich in einer Inschrift des Shunga-Königs Bhagabhadra (= Bhagavata?) erwähnt. Fest steht, dass die indo-griechischen Könige als einzige hellenistische Herrscher zweisprachige Münzen ausprägten; offenbar wollte man sich ausdrücklich auch auf die nichtgriechische Bevölkerungsmehrheit stützen. Ein Herrscher wie König Straton I. nannte sich so einerseits Basileus, andererseits aber auch Mahārāja (indisch für Großkönig).

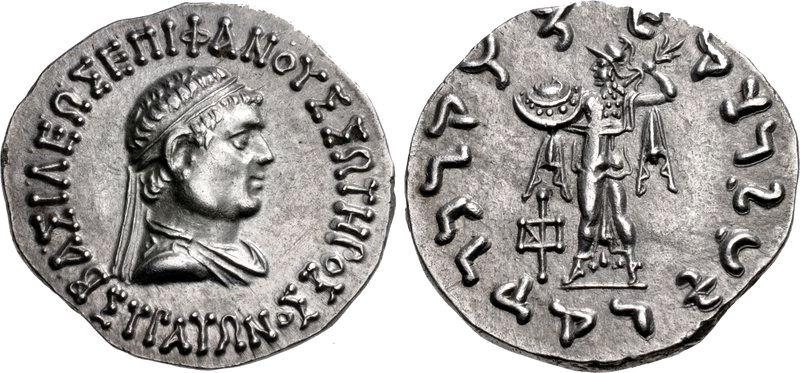
Münze des Königs Straton I. mit zweisprachiger Legende.

Straton I. hatte anscheinend verschiedene Regierungszeiten und -orte, als Minderjähriger offenbar auch zusammen mit seiner Mutter Agathokleia. Er wurde dabei von Heliokles (II., vielleicht der aus Baktrien) vertrieben und löste später seinerseits Amyntas ab, der wegen seiner großen Münzen als erwähnenswert eingeschätzt wird. Allgemein betrachtet löschten sich auch die indo-griechischen Herrscher in destruktiven Bürgerkriegen mit einem Höhepunkt um 85 v. Chr. gegenseitig aus; auf chaotische Zustände deutet die Zahl von 39 über ihre Münzen bezeugten Machthabern bzw. Prätendenten hin. Die Gründe oder ein Mastermind hinter diesem regional sehr großen Konfliktherd sind unbekannt. Erkennbar ist, dass mehrere Könige die Münzen anderer überprägten, was im Hellenismus meist ein Indiz für Bürgerkriege war. Diese internen Kämpfe wurden offenbar von den iranischen Saken ausgenutzt. Diese waren durch den Druck der Yüe-tschi (Kuschana) bis ins heutige Afghanistan (Sakastana = Sistan, um 132 v. Chr.) verdrängt worden. Dort traten sie zunächst als Verbündete und Söldner in die Dienste der Indo-Griechen (zum Beispiel Zoilos I.). Unter ihrem König Maues übernahmen die Saken („Indo-Skythen“) spätestens ab etwa 64 v. Chr. den Großteil des durch Bürgerkriege verwüsteten Indo-Griechischen Reiches. Die überlebenden geschwächten Griechen in Gandhara gerieten dabei in ein Abhängigkeitsverhältnis zu den Saken. Danach griffen die Saken auf das Gebiet östlich des Indus aus, wo sie sich sammelten und später in der indischen Mehrheitsbevölkerung auflösten. Sie bildeten das sakische Reich der „Westlichen Satrapien“ (bis Anfang des 4. Jahrhunderts n. Chr. → von den imperialen indischen Gupta absorbiert). In einer Schwächephase ihrer sakisch-skythischer Suzeräne bzw. nach deren vollständigen Abzug auf das Gebiet östlich des Indus erneuerten lokale indo-griechische Herren in Gandhara offenbar noch einmal ihre Macht. Als letzter unabhängiger und über seine Münzen bekannter indo-griechischer Herrscher gilt Straton II. (ca. 25 v. Chr. bis 10 n. Chr.).
Die Kuschana, deren König von den Indo-Griechen auch als „großer Retter“ (megas soter) bezeichnet wurde, sahen sich später als Nachfolger des Indo-Griechischen-Reiches. Sie machten Griechisch zu einer Verwaltungssprache ihres Reiches und den Buddhismus zur Staatsreligion.